# نونترونیت
نونترونیت  (به انگلیسی: Nontronite) با فرمول شیمیایی Fe2 3+[(OH)2 - Al 0.33 Si 3.67 O10] 0.33-. Na 0.33 (H2O)4 از مجموعه کانی هاست و کانیهای مشابه شامل مونتموریونیت که توسط خواص شیمیایی و اپتیک از آن قابل تشخیص است. از نام محل نونترون (Nontron) در فرانسه گرفته شده‌است. محلول در HCL - با آب مقطر تمیز می‌شود. ترکیب شیمیایی ناپایدار برای اولین بار در لهستان کشف شد و از نظر شکل بلور: فلسی، رنگ: زرد متمایل به سبز - قهوه‌ای متمایل به سبز - سبز زیتونی، شفافیت: غیر شفاف، جلا: مات - چرب، رخ: کامل - مطابق باسطح، سیستم تبلور: مونوکلینیک و در رده‌بندی سیلیکات است و منشأ تشکیل آن ثانوی است.
همایند کانی‌شناسی (پارانژ) آن مونتموریونیت- سرپانتین- اپال- کوارتز و غیره است
، از نظر ژیزمان تجمع خاکی- بلوری کاذب فراوان است و بیشتر در فرانسه، آلمان، مکزیک، چک اسلواکی، آمریکا یافت می‌شود.